# Rennau
Rennau es un municipio situado en el distrito de Helmstedt, en el estado federado de Baja Sajonia (Alemania), a una altitud de 110 metros. Su población a finales de 2016 era de unos 690 habitantes y su densidad poblacional, 30 hab/km².
Se encuentra ubicado a poca distancia al oeste del estado de Sajonia-Anhalt.